# José Barahona
José Barahona  (Lisboa, 29 de março de 1969 - Lisboa, 23 de novembro de 2024) foi um realizador, técnico de som, argumentista e produtor português. 

## Biografia
Formou-se em Lisboa na Escola Superior de Teatro e Cinema, tendo completado os seus estudos em Cuba (Escuela Internacional de Cine e TV de San Antonio de Los Baños), e Nova Iorque ( New York Film Academy). Em 2003 licenciou-se em Realização na Escola Superior de Teatro e Cinema. Paralelamente trabalhou como Técnico de Som desde 1992 em diversas longas metragens, curtas, e documentários. Em 2013 tornou-se sócio da produtora brasileira Refinaria Filmes e foi programador e produtor da Mostra Cinema Português Contemporâneo que acontece anualmente em várias cidades brasileiras como São Paulo, Rio de Janeiro e Recife, entre outras.
Dos seus trabalhos como realizador destacam-se Buenos Aires Hora Zero, 2004, a curta metragem de ficção Pastoral, 2004, premiada no Fantasporto e nos Caminhos do Cinema Português, em Coimbra, o documentário Milho, premiado no CineEco 2009 em Seia e o filme O manuscrito perdido, Prémio TV Brasil de Melhor Longa-metragem na 15ª Mostra Internacional do Filme Etnográfico, no Rio de Janeiro, entre outros, com várias exibições em festivais, mostras e canais de televisão.
Em 2012 publica o livro O manuscrito perdido pelo selo Tordesilhas da Editora Alaúde, com textos e fotos do filme e um diário de filmagens, revelando o caminho até o manuscrito. O prefácio é de Nelson Pereira dos Santos.
Estreou em 2016 a sua primeira longa-metragem de ficção Estive em Lisboa e Lembrei de Você, adaptação do romance homônimo de Luiz Ruffato, em 12 cidades no Brasil, e em Portugal, depois de um percurso por vários festivais. O filme ganhou os prémios Cineuphoria em Portugal de Melhor ator, prémio do público, melhor argumento e melhor música. Estreia em 2018 o filme Alma clandestina no DocLisboa e comercialmente. 
Em 2020 estreou o documentário passado na Amazónia, Nheengatu, premiado nacionalmente e internacionalmente em vários festivais: Prêmio Melhor Documentário- XXVI Festival Caminhos do Cinema Português, Prêmio Melhor Documentário- 17º CineAmazônia, Prémio melhor realização e melhor desenho de som– 15oFest Aruanda, Prêmio ETNOMATOGRAF, 18º Millenium Docs Against Gravity na Polônia.
A partir de 2021, foi cronista ocasional do jornal Público, escrevendo ensaios sobre cinema.
Em 2024, estreou no IndieLisboa, sua última longa-metragem de ficção, Sobreviventes, escrita em parceira com José Eduardo Agualusa, a partir de uma história original de Barahona. Com elenco português, brasileiro e angolano, o filme teve estreia comercial em Portugal em outubro de 2024, e será lançado no Brasil em abril de 2025.
Faleceu a 23 de novembro de 2024, aos 55 anos, em Lisboa, vítima de doença prolongada.
É filho da professora catedrática, ensaísta e crítica literária Maria Alzira Seixo.

## Filmografia selecionada
- Sobreviventes, 2024
- Nheengatu, 2020
- Alma Clandestina, 2018
- Estive em Lisboa e Lembrei de Você, 2016
- O Manuscrito Perdido, doc. 2010 (Prêmio TvBrasil Melhor Longa Documentário - 15ª Mostra Internacional do Filme Etnográfico, Brasil; Best Filme - Connecticut College Prize)
- Milho, doc. 2008 (Prémio CineEco em Movimento, CineEco, Portugal)
- Evocação de Barahona Fernandes, doc, 2007
- A Cura, cm. 2007
- Pastoral, cm. 2004 (Prémio Melhor Curta-Metragem Portuguesa, Caminhos do Cinema Português, Portugal; Menção Honrosa, Fantasporto, Portugal)
- Quem é Ricardo?, cm. 2004
- Buenos Aires Hora Zéro, doc. 2004
- Sophia de Mello Breyner Andersen, doc. 2001
- Anos de Guerra – Guiné 1963-1974, doc. 2000
- Vianna da Motta, Cenas Portuguesas, doc. 1999
- Moita, uma terra em Festa, doc. 1997

## Publicações
O Manuscrito Perdido, Selo Tordesilhas, Ed. Alaúde: São Paulo. Prefácio Nelson Pereira dos Santos.